# Marionetska država
Marionetska država (također i marionetska vlada) je nominalno suvereni subjekt koji zapravo kontrolira strana sila. Marionetska država održava vanjske oznake i značajke nezavisnosti, poput imena, zastave, himne, ustava, zakona, gesla, ali u stvarnosti je organ druge države, koja je dovela na vlast svog poslušnika iz ciljne nacije. Termin je metafora koja uspoređuje vladu s lutkom, koju pomoću niti kontrolira skriveni lutkar. Obično se koristi kao termin kritike prema vladi koja izgleda potpuno ovisna o stranoj sili.

## Primjeri
- Bjeloruska Narodna Republika, Kraljevina Poljska, Kraljevina Litva – dio njemačkog plana o širenju na istok 1916. – 1918.
- Mandžurijsko carstvo
- Koreja pod japanskom upravom
- Slovačka Republika
- Kraljevina Mađarska u razdoblju od 1944. do 1945.
- Nezavisna Država Hrvatska
- Višijska Francuska
- Talijanska Socijalna Republika
- Kraljevina Crna Gora
- Kraljevina Albanija